# Volodymir Hustov
Volodymyr Hustov (em ucraniano:  Володимир Юрійович Густов: muitas vezes transliterado para Volodymyr Gustov; Kiev, 15 de fevereiro de 1977) é um ciclista profissional olímpico ucraniano.
Hustov representou sua nação nos Jogos Olímpicos de Verão de 2000, em Sydney, onde terminou em 64º competindo na prova de estrada.